# Пол Кемп
Пол Кемп (англ. Paul Kemp) — американський письменник в жанрі фентезі, найвідоміший завдяки своїй роботі над міжавторським циклом Забуті королівства (Forgotten Realms).

## Життєпис
Пол Кемп народився в Мічигані. Закінчив Мічиганський університет, а також Школу права Мічиганського університету. Основною його діяльністю була і залишається адвокатська практика (головним чином, корпоративне право). У 1999 році Пол представив уривок зі свого твору компанії Wizards of the Coast і швидко став одним з її передових письменників. Спочатку причиною, яка привела Пола до захоплення фентезі, було спілкування зі своїм вчителем у п'ятому класі, який дав йому книгу «Гобіт, або Туди і Звідти». Після цього батьки подарували йому коробковий набір «Володар перснів» на день народження.

### Забуті Королівства
- Сембія
  - Свідок Тіні (Shadow's Witness, 2000)
- Трилогія Еревіса Кейла (The Erevis Cale Trilogy)
  - Сутінки згущаються (Twilight Falling, 2003)
  - Світанок ночі (Dawn of Night, 2004)
  - Опівнічна маска [Midnight's Mask, 2005)
- The Twilight War Trilogy
  - Shadowbred (2006)
  - Shadowstorm (Серпень 2007)
  - Shadowrealm (2008)
- The Cycle of Night
  - Godborn (2011)
  - Godbound (?)
  - Godslayer (?)
- Війна Королеви павуків (War of the Spider Queen)
  - Воскресіння (книга VI) (Resurrection (Book VI), 2005)

### Зоряні війни
- Crosscurrent (2010)
- The Old Republic: Deceived (Стара Республіка: Ошукані, 2011)
- Riptide (2011)
- Lords of the Sith (Лорд ситхів, 2015)

### Egil and Nix
- The Hammer and the Blade (June 26, 2012)
- A Discourse in Steel (June 25, 2013)[1]
- A Conversation in Blood (January 24, 2017)[джерело?]

### The Sundering
- The Godborn (2013)[2]

### Оповідання
- Another Name for Dawn (November 2000)
- Too Long in the Dark (A Piece of Realms of Shadow) (April 2002)
- And All the Sinners, Saints (July 2002)
- Cause and Effect (November 2002)
- Soulbound (A Piece of Realms of the Dragon) (August 2004)
- Confession (June 2007)
- Spinner (August 2007)
- Continuum (A Piece of Realms of War) (January 2008)